# Salvia azurea
Salvia azurea là một loài thực vật có hoa trong họ Hoa môi. Loài này được Michx. ex Vahl miêu tả khoa học đầu tiên năm 1804.

## Hình ảnh

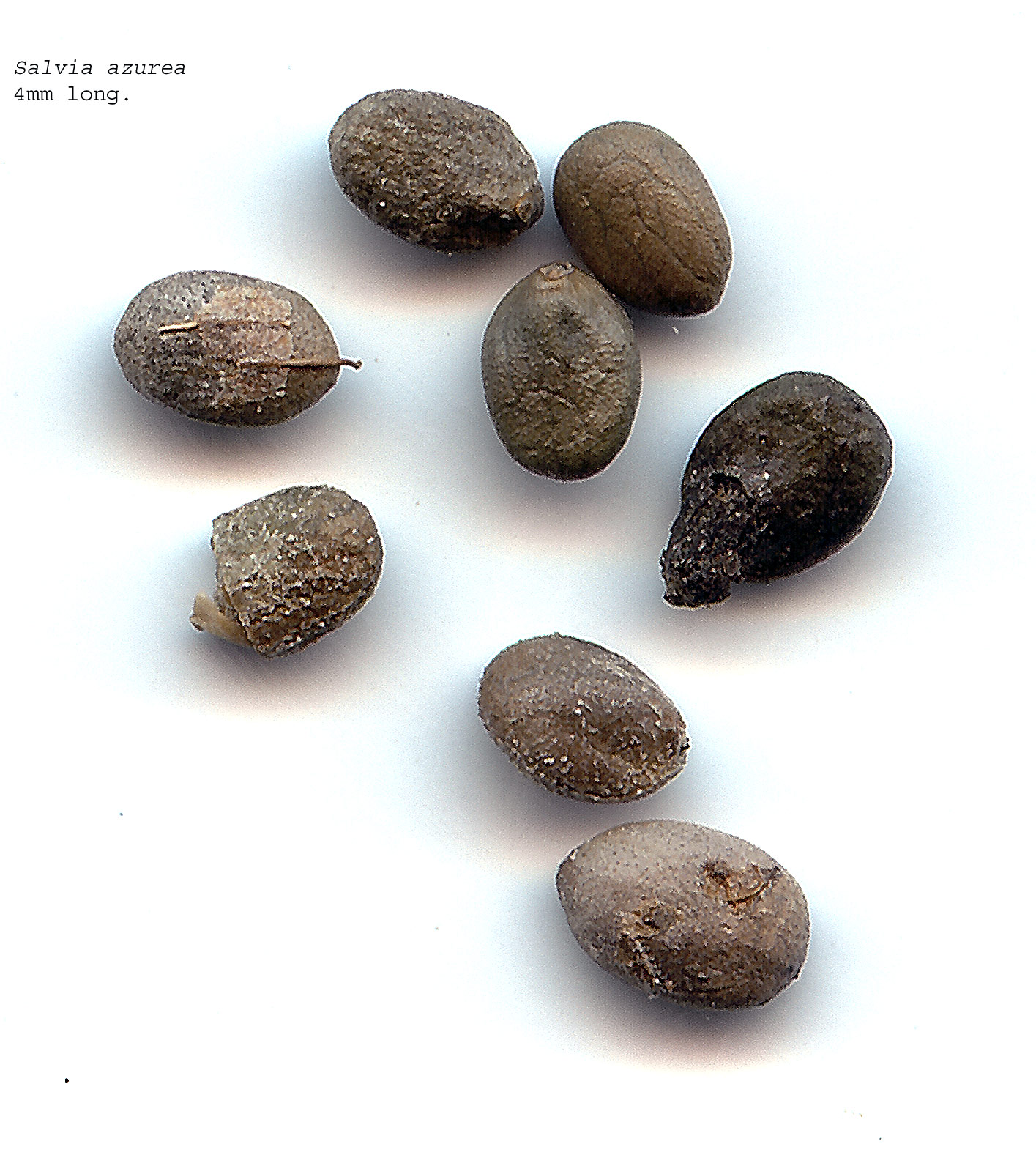
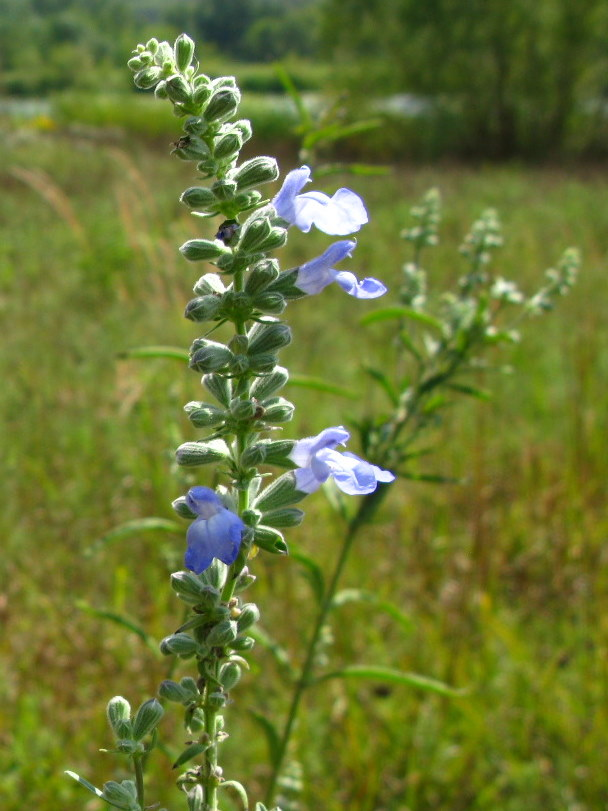
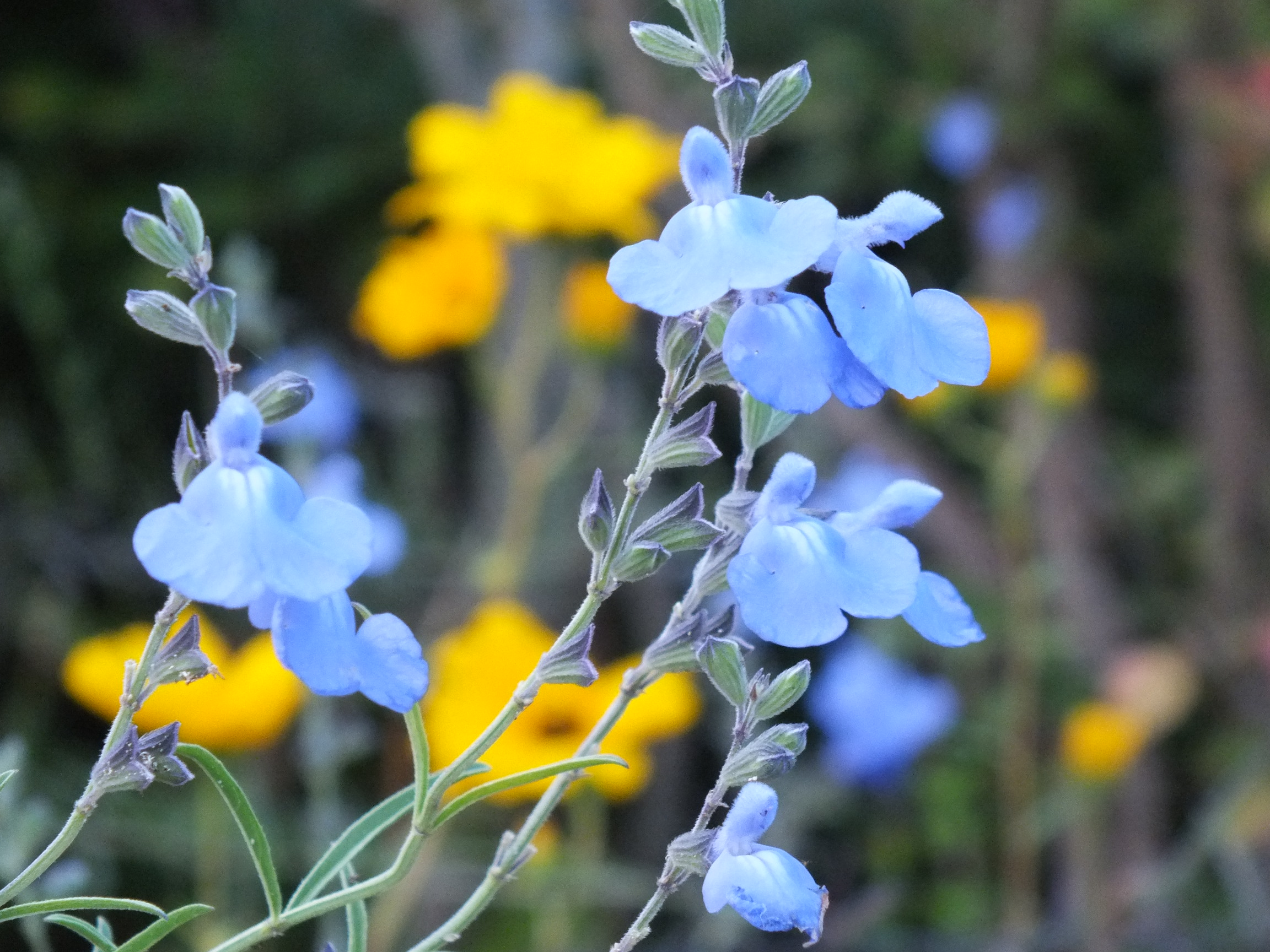
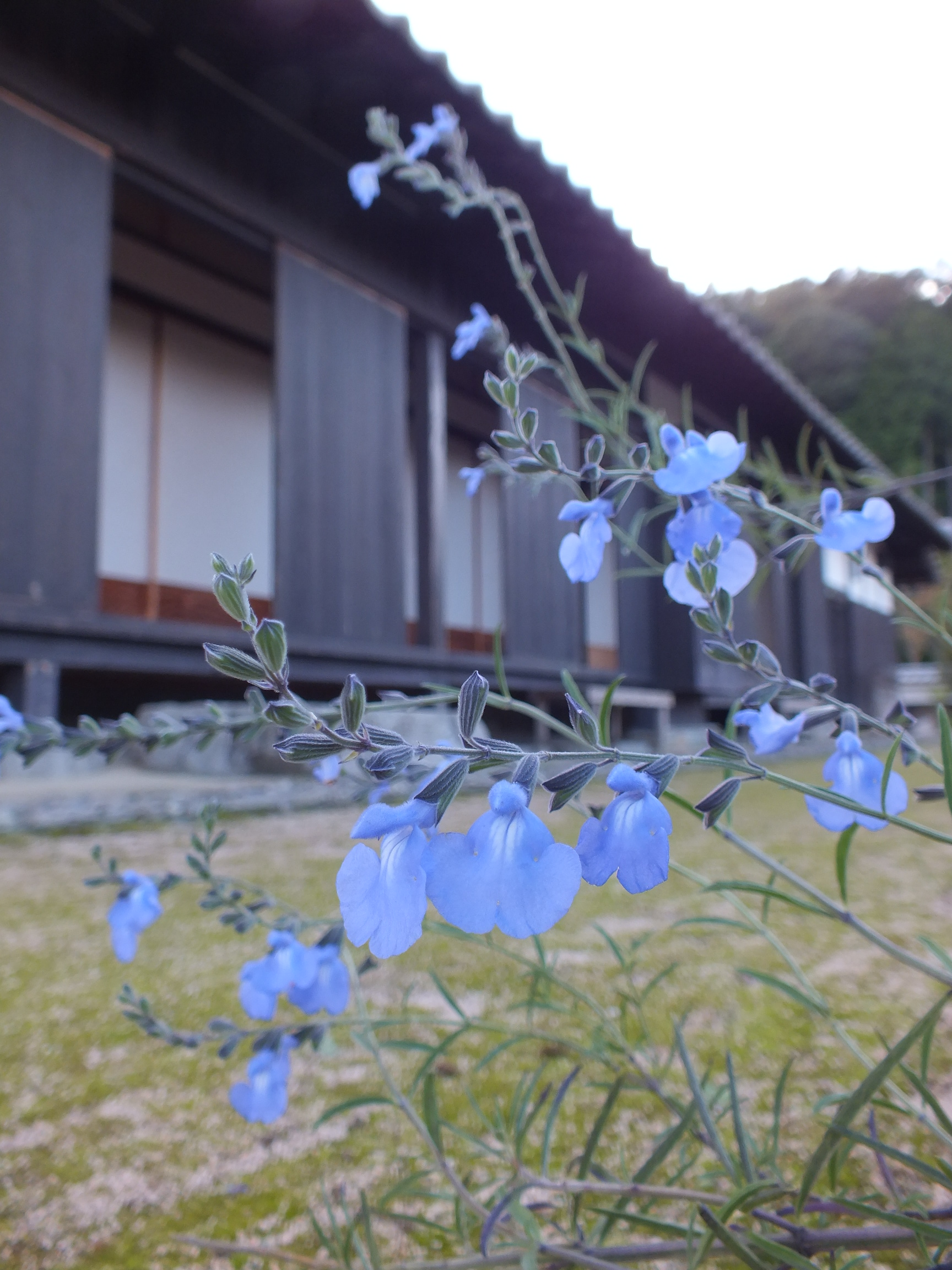